# Tessel·lació quadrada xata
En geometria, la tessel·lació quadrada xata és una tessel·lació semiregular del pla euclidià. Hi ha tres triangles i dos quadrats en cada vèrtex. Té un símbol de Schläfli de s{4,4}.
Conway l'anomena quadrilla xata
Hi ha tres tessel·lacions regulars i vuit semiregulars del pla. Aquesta tessel·lació és similar a la tessel·lació triangular elongada que també té tres triangles i dos quadrats en cada vèrtex, però en un ordre diferent.